# Saint-Julien-de-Bourdeilles
Saint-Julien-de-Bourdeilles korábbi község Franciaországban, Dordogne megyében. Lakosainak száma 85 fő (2015). Saint-Julien-de-Bourdeilles La Gonterie-Boulouneix községgel határos.
2016. január 1-jén Brantôme korábbi községgel egyesült és az így létrejött Brantôme en Périgord új község része lett.

## Népesség
A település népessége az elmúlt években az alábbi módon változott:
| Lakosok száma | 123  | 121  | 110  | 113  | 109  | 105  | 92   | 83   | 85   |
|               | 1962 | 1968 | 1975 | 1982 | 1990 | 1999 | 2008 | 2013 | 2015 |